# Теорія агентських відносин
Теорія агентських відносин — розділ економічної теорії трансакційних витрат. Цю теорію застосовують у процесі аналізу ієрархічних відносин, її використання охоплює всі форми обміну. Агентські відносини виникають, коли певний поручитель делегує деякі права (наприклад, право використання ресурсу) певному агентові, який зобов'язаний згідно з формальним або неформальним контрактом представляти інтереси поручителя в обмін на винагороду.
Засновниками теорії агентських відносин стали Адольф Берлі та Гардинер Мінз, які ще у 30-х роках XX ст. сформували її основні положення. Головним питанням їх аналізу була проблема відокремлення власності та контролю. У книзі «Сучасні корпорації і приватна власність» (1933) (The Modern Corporation and Private Property) учені розглянули теорію «принципал-агента». Відповідно до їх підходу принципал (поручитель) — власник, агент — довірена особа (управляючий).

## Види агентських відносин
Основні види агентських відносин, які розглядаються економічною теорією:
- землевласник і орендатор;
- акціонери і менеджери корпорацій;
- працівники та менеджери у фірмах, які керують трудовим колективом;
- пацієнти і лікарі;
- виборці та народні представники у демократичному суспільстві;
- керівництво галузевих міністерств і директори заводів державної форми власності.

## Проблема «принципал-агент»
Проблема принципала-агента розглядається у політичній науці та економіці. Відома також під назвами «дилема агентства» або «агентська проблема». Виникає, коли одна особа чи організація («агент») здатна приймати рішення та/або діє від імені, що впливає, іншої особи чи суб'єкта — «принципала» (довірителя).
Ця дилема існує за умов, коли агенти вмотивовані діяти в своїх інтересах, що суперечать принципам їх принципалів і є прикладом морального ризику.